# Enchong Dee
Enchong Dee (Filipinas, 5 de novembro de 1988) é um ator, modelo e nadador nascido em Filipinas, mais conhecido pelo papel de Luís Fernando em María la del Barrio e como "Jojo" em Katorse.

## Filmografia

### Televisão
| Ano           | Título                                              | Papel                         | Emissora |
| ------------- | --------------------------------------------------- | ----------------------------- | -------- |
| 2006          | Star Magic Presents: Abt Ur Luv                     | Blue Mangubat                 | ABS-CBN  |
| 2007          | Sineserye Presents Palimos ng Pag-ibig              | Job                           | ABS-CBN  |
| 2007          | Komiks Presents: Pedro Penduko at ang mga Engkantao | Mark                          | ABS-CBN  |
| 2007          | Your Song Presents: Tulak ng Bibig                  | Marlon                        | ABS-CBN  |
| 2007          | Mars Ravelo's Lastikman                             | Rafael "Raffy" Gipit          | ABS-CBN  |
| 2007          | Star Magic Presents: Abt Ur Luv:Ur Lyf 2            | Blue Mangubat                 | ABS-CBN  |
| 2008          | Star Magic Presents: Astigs in Haay...Skul Lyf]     | Ipe                           | ABS-CBN  |
| 2008          | Star Magic Presents: Astigs in Luvin' Lyf           | Epi                           | ABS-CBN  |
| 2008          | My Girl                                             | Nico Legaspi                  | ABS-CBN  |
| 2008          | Your Song Presents: My Only Hope                    | Juanito "Jhun" Dimaano Jr.    | ABS-CBN  |
| 2009–presente | ASAP 2012                                           |                               | ABS-CBN  |
| 2009          | Komiks Presents: Mars Ravelo's: Nasaan Ka Maruja?   | Brian Lozano                  | ABS-CBN  |
| 2009          | Your Song Presents: Boystown                        | Arnel Dela Cruz               | ABS-CBN  |
| 2009          | Tayong Dalawa                                       | David Anthony Garcia III      | ABS-CBN  |
| 2009          | Katorse                                             | John Joseph "Jojo" Wenceslao  | ABS-CBN  |
| 2010          | Your Song Presents: Love Me, Love You               | Water Boy                     | ABS-CBN  |
| 2010          | Maalaala Mo Kaya: Kariton                           | Efren Penaflorida             | ABS-CBN  |
| 2010          | Tanging Yaman                                       | Jose Mari "Jomari" Buenavista | ABS-CBN  |
| 2010          | Magkaribal                                          | Caloy Javier                  | ABS-CBN  |
| 2010          | Your Song Presents: Andi                            | Nico Mariveles                | ABS-CBN  |
| 2010          | Wansapanataym: Ali Badbad en da Madyik Banig        | Ali Badbad                    | ABS-CBN  |
| 2010          | Shout Out!                                          | Ele mesmo                     | ABS-CBN  |
| 2010          | Maalaala Mo Kaya: Parol                             | Toto                          | ABS-CBN  |
| 2011          | Your Song Presents: Kim                             | Manny                         | ABS-CBN  |
| 2011          | Mara Clara                                          | Aparição                      | ABS-CBN  |
| 2011          | María la del Barrio                                 | Luis Fernando Dela Vega       | ABS-CBN  |
| 2012          | Ina, Kapatid, Anak                                  | Ethan Castillo                | ABS-CBN  |
| 2013          | Muling Buksan Ang Puso                              | Leonel Beltrán                | ABS-CBN  |

### Cinema
| Ano  | Filme                      | Papel              | Compania      | Notas                             |
| ---- | -------------------------- | ------------------ | ------------- | --------------------------------- |
| 2009 | Best Friends Forever       | Paco               | Star Cinema   |                                   |
| 2009 | Paano Ko Sasabihin?        | Mike               | Cinema One    | Primeiro filme com Erich Gonzales |
| 2010 | Sa 'yo Lamang              | James Alvero       | Star Cinema   |                                   |
| 2010 | I Do                       | Lance Anderson Tan | Star Cinema   |                                   |
| 2012 | The Reunion                | Lloyd              | Star Cinema   |                                   |
| 2012 | The Strangers              | Dolfo              | Quantum Films |                                   |
| 2013 | Four Sisters and a Wedding | CJ Salazar         | Star Cinema   |                                   |

## Prêmios e indicações
| Ano  | Crítica                                           | Nomeação/Premiação                                          | Resultado |
| 2009 | ASAP                                              | Masculino Fashionista                                       | Indicado  |
| 2010 | Gawad Pasado                                      | Pinakapasadong Kabataan                                     | Venceu    |
| 2010 | Star Awards for Movies                            | Melhor ator                                                 | Indicado  |
| 2010 | Famas Awards                                      | Melhor ator da juventude                                    | Venceu    |
| 2010 | ASAP                                              | Masculino Fashionista                                       | Indicado  |
| 2010 | ASAP                                              | Pop (com Erich Gonzales)                                    | Indicado  |
| 2010 | ASAP                                              | Pop (com Erich Gonzales)                                    | Indicado  |
| 2011 | Barkada Choice Awards                             | Ícone Masculino                                             | Indicado  |
| 2011 | Barkada Choice Awards                             | Ator do Ano                                                 | Venceu    |
| 2011 | Barkada Choice Awards                             | Revelação                                                   | Venceu    |
| 2011 | Gawad PASADO                                      | Melhor ator                                                 | Venceu    |
| 2011 | Star Awards for Movies                            | Ator do Ano                                                 | Indicado  |
| 2011 | ASAP                                              | Masculino Fashionista                                       | Indicado  |
| 2011 | ASAP                                              | Pop Pin Up Boy                                              | Venceu    |
| 2011 | ASAP                                              | Pop (com Erich Gonzales)                                    | Indicado  |
| 2011 | Golden Screen TV Awards                           | Melhor ator dramático                                       | Indicado  |
| 2011 | Star Awards for TV                                | Melhor performance de atuação                               | Venceu    |
| 2012 | Gawad TANGLAW                                     | Melhor performance de atuação                               | Venceu    |
| 2012 | 43rd Guillermo Mendoza Memorial Foundation Awards | Melhor equipe de amor para a TV e filmes com Erich Gonzales | Venceu    |